# Лэнг, Эндрю
Эндрю Лэнг (англ. Andrew Lang; 31 марта 1844, Селкерк — 20 июля 1912, Бэнхори в шотландском округе Абердиншир) — британский шотландский писатель, переводчик, историк и этнограф.

## Биография и творчество
Эндрю Лэнг родился 31 марта 1844 года в шотландском городке Селкерк.
Профессор Сент-Эндрюсского университета, президент Британского общества фольклористов, занимавший пост в 1888—1892 гг. В своё время имели успех его стихотворения, романы и особенно — критические очерки, публиковавшиеся в журналах. Но наибольшей известностью пользовались издававшиеся им ежегодно (с 1889 по 1913 г.) 25 сборников волшебных сказок с большим количеством иллюстраций (Colored Fairy Books) . Часть этих сборников сказок в начале XXI века переведена на русский язык. Перевел «Илиаду», «Одиссею», гомеровские гимны и др.
Помог Генри Хаггарду в публикации его романа «Копи царя Соломона», написал в соавторстве с ним несколько сочинений.
Эндрю Лэнг умер 20 июля 1912 года в Бэнхори в округе Абердиншир.

## Сочинения
- Ballads and Lyrics of Old France (1872)
- Helen of Troy, her life and translation. Done into rhyme from the Greek books (1882)
- Custom and Myth (1884)
- Letters to Dead Authors (1886)
- In the Wrong Paradise (1886)
- Books and Bookmen (1886)
- Myth, ritual and religion (1887)
- Letters on Literature (1889)
- Принц Приджио (Prince Prigio 1889)[5]
- XXXII Ballades in Blue China (1880)
- Blue Fairy-Book (1889)
- Red Fairy-Book (1890)

## Признание
Разнообразие интересов и критическая отзывчивость Лэнга высоко оценены Борхесом, который его не раз и по разным поводам цитировал.